# Protestos na Geórgia em 2023
Os protestos na Geórgia em 2023-24 consistem em uma série de manifestações de rua ocorridas na Geórgia por dois períodos: a primeira foi de 6 de março até 10 de março de 2023, e a segunda começou a partir de 15 de abril de 2024. Os protestos se iniciaram como resultado do apoio do parlamento a uma nova lei de agentes estrangeiros. A polícia teria usado canhões de água e gás lacrimogêneo para dispersar os protestos, especialmente na capital, Tiblíssi onde teve grande concentração de manifestantes. 
A primeira manifestação se iniciou em 6 de março de 2023, logo após o anúncio do projeto de lei dos agentes estrangeiros, que segundo os apoiadores, é necessário para garantir a transparência do financiamento estrangeiro e proteger a soberania da Geórgia das influências estrangeiras. Já os críticos, afirmavam que o projeto representa uma virada autoritária e poderia prejudicar a adesão da Geórgia à União Europeia.
Em 9 de março de 2023, a coalizão governista liderado pelo Sonho Georgiano, anunciou a retirada do projeto de lei. Contudo, o projeto retomou 1 ano depois da sua retirada, gerando assim em novos protestos a partir do dia 15 de abril de 2024.